# 楊儒魯
楊儒魯（15世紀—16世紀），字得之，湖廣武昌府興國州人，明朝政治人物。

## 生平
楊儒魯個性坦易、喜歡書法，是嘉靖元年（1522年）壬午科舉人，五年（1526年）成進士，授南通州知州，砥礪名節，判案平允，讓人民愛戴，改任商州，再調往太倉，為政平易近人，餘暇時總接受他人請求寫字給對方。不久他入朝擔任戶部廣東司員外郎，本因為州內有欠稅按銓選例不得調官，人們卻因為他代為支付被迫租屋，於是爭相輸納，一個月內欠稅還清，十六年（1537年）外轉山東按察司僉事，官至雲南按察司提學僉事。二十二年曾官河南府同知

## 引用
1. 1 2  光緒《興國州志·卷十四·選舉志一》：進士……明……世宗 嘉靖五年丙戌龔用卿榜 舊志誤作六年丙戌 楊儒魯 字得之，三任知州，陞戶部廣東員外郎、山東按察司僉事，轉雲南按察提學……舉人……世宗 嘉靖元年壬午鄉試……楊儒魯 進士
2. ↑  乾隆《直隸通州志·卷十一·宦績志》：楊儒魯，興國州人，以進士知通州，砥礪名節，初若矯激居，久之斷獄平允，心跡愈明，民甚仰戴。
3. ↑  民國《太倉州志·卷十二·名宦》：楊儒魯，字得之，興國人，嘉靖五年進士，初知通州改太倉。儒魯坦易好文墨，有乞書者公暇即據案應之，政近人無操切，轉戶部員外郎，時都梁吏任內有民逋，銓選例不得去，儒魯既轉得，代巡撫責完逋，因僦居民舍，民爭輸之，不一月告具。
4. ↑  《明世宗肅皇帝實錄·卷二百五》：（嘉靖十六年十月）乙亥陞戶部廣東司員外郎楊儒魯為山東按察司僉事，刑部廣東司員外郎魏良輔為雲南按察司僉事。
5. ↑  《嘉靖二十二年河南鄉試録》：收掌试卷官：河南府同知楊儒魯，字得之，湖廣興國州人，丙戌進士。